# Stephan Bodzin

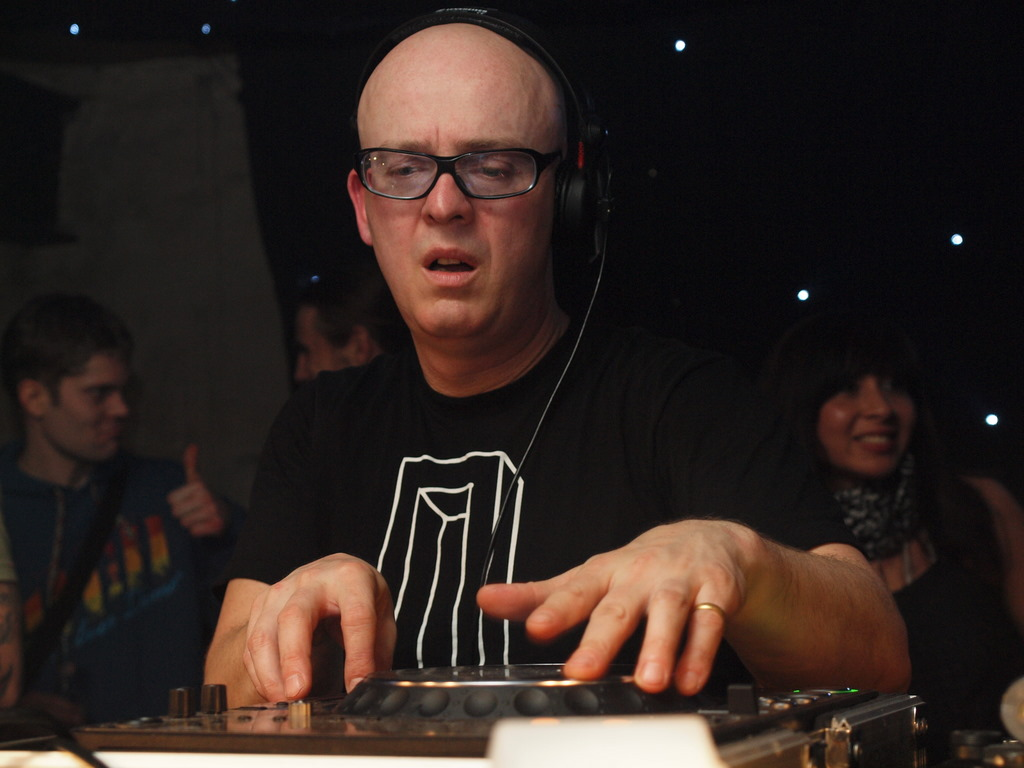
Stephan Bodzin, 2009

Stephan Bodzin (* 4. August 1969 in Bremen) ist ein deutscher DJ, Techno-Produzent und Labelbetreiber. Der klassisch ausgebildete Musiker war jahrelang Produzent für verschiedenste, meist elektronische Musikprojekte. Im Mai 2007 erschien das Debüt-Album Liebe Ist… auf Stephan Bodzins eigenem Label Herzblut.

## Biografie
Als Sohn des Künstlers Herbert Bodzin waren die Weichen für Stephan Bodzin früh gestellt und nach ersten kurzen Gehversuchen in verschiedensten Genres entschied er sich für elektronische Musik. Eine erste Plattform bot ihm die Vertonung von Theaterstücken an mehreren renommierten europäischen Häusern. Parallel dazu entdeckte er seine Leidenschaft für tanzbare Sounds und arbeitete fortan mit Erfolg an seiner Entwicklung als Produzent in diesem Bereich. Projekte wie H-Man oder Rekorder wurden Erfolge in der elektronischen Musikszene. Mittlerweile finden sich in der Remix-Vita des Bremers Namen wie Depeche Mode, Frankie Goes to Hollywood, John Dahlbäck, Booka Shade, 2raumwohnung, Ascii.Disko oder The Knife. Veröffentlicht wurde auf den Labeln Get Physical Music, Datapunk, International Deejay Gigolos, Systematic, Craft Music, Giant Wheel, Spiel-Zeug Schallplatten, Confused, Dance Electric und Great Stuff. DJ Hell bezeichnete Bodzins Songs als Bremer Sound.
Ein weiterer Schritt seiner Solokarriere war, 2006 das eigene Label Herzblut zu gründen. Das Bremer Label-Konglomerat Plantage 13 bildet hierfür den kreativen und organisatorischen Rahmen. Seit 2006 tourt Stephan Bodzin als DJ und live artist durch die ganze Welt.
Der Musikproduzent und Sänger Florida Juicy ist sein Sohn.

## Diskografie
Stephan Bodzin
- ALBUM Boavista (Oktober 2021 – Herzblut)
- ALBUM Powers Of Ten - Remixes (Dezember 2015 - Herzblut) nur auf Vinyl
- ALBUM Powers Of Ten (Juni 2015 - Herzblut)
- Mustang (August 2008 - Systematic)
- Bremen Ost / Station 72 (März 2008 – Herzblut)
- ALBUM Liebe ist... (Mai 2007 – Herzblut)
- Liebe ist... / Mondfahrt (April 2007 – Herzblut)
- Daytona Beach / Bedford (Jan. 2007 - Spielzeug Schallplatten)
- Tron / Midnight Express (August 2006 - Systematic Recordings)
- Kerosene / Cucuma (Sept. 2006 - Herzblut Recordings)
- Pendulum / Silhouette (Sept. 2006 - Spielzeug Schallplatten)
- Valentine / Papillon (Okt. 2006 - Herzblut Recordings)
- Caligula / Marathon Man (Dez. 2005 - Systematic Recordings)

Stephan Bodzin vs Marc Romboy (with Marc Romboy)
- Ariel / Mab (Okt. 2007 - Herzblut)
- Callisto / Pandora (Jun. 2007 - Systematic Recordings)
- Puck / Io (Dez. 2006 - Herzblut)
- Telesto / Hydra (Nov. 2006 - Systematic Recordings)
- The Alchemist (August 2006 - 2020 Vision UK)
- Atlas / Hyperion (Juli 2006 - Systematic Recordings)
- Ferdinand / Phobos (Mai 2006 - Systematic Recordings)
- Luna / Miranda (Nov. 2005 - Systematic Recordings)

Bodzin & Huntemann (with Oliver Huntemann)
- Black EP (Jan. 2006 Gigolo Records)
- Black Sun (April 2006 - Datapunk)

Rekorder (with Oliver Huntemann & Jan Langer)
- Rekorder 1 (Sept. 2005 - Rekorder)
- Rekorder 2 (Nov. 2005 - Rekorder)
- Rekorder 3 (Jan. 2006 - Rekorder)
- Rekorder 4 (März 2006 - Rekorder)
- Rekorder 5 (Mai 2006 - Rekorder)
- Rekorder 6 (Sept. 2006 - Rekorder)
- Rekorder 7 (Dez. 2006 - Rekorder)
- Rekorder 8 (Apr. 2007 - Rekorder)
- Rekorder 9 (Juni 2007 - Rekorder)
- Rekorder 10 (Okt. 2007 - Rekorder)
- Rekorder 0 (März 2008 - Rekorder)

Elektrochemie (with Thomas Schumacher & Caitlin Devlin)
- Get Youreself Ep (2007 - Get Physical Music)
- Mucky Star / Calling You (Jan. 2007 - Get Physical Music)
- Don't go / You're my kind (März 2006 - Get Physical Music)
- Pleasure Seeker EP (Okt. 2005 - Get Physical Music)

Thomas Schuhmacher (with Thomas Schumacher)
- Is Not EP (Nov. 2006 - Spielzeug Schallplatten)
- Home ALBUM (Mai 2006 - Spielzeug Schallplatten)
- Red Purple (März 2006 - Spielzeug Schallplatten)
- Kickschool 79 (Dez. 2005 - Spielzeug Schallplatten)
- Bring it Back EP (Sept. 2005 - Spielzeug Schallplatten)
- Heat it up (Juli 2005 - Spielzeug Schallplatten)
- Yara (März 2005 - Spielzeug Schallplatten)

H-Man (with Oliver Huntemann)
- 51 Poland Street (Okt. 2006 - Giant Wheel)
- Turbo EP (Feb. 2006 - Giant Wheel)
- Mimi (Sept. 2005 - Giant Wheel)
- Spacer / Rock This Place (März 2005 Giant Wheel)
- Manga / Flip Flop (Nov. 2004 - Giant Wheel)